# Сан Паоло (Каљари)
Сан Паоло је насеље у Италији у округу Каљари, региону Сардинија.
Према процени из 2011. у насељу је живело 38 становника. Насеље се налази на надморској висини од 181 м.